# بابونه مغانی
بابونه مغانی (نام علمی: Anthemis moghanica) نام یک گونه از سرده بابونه است.